# Lisa MacLeod
Lisa MacLeod, née le 29 octobre 1974 à New Glasgow, est une femme politique canadienne, membre du Parti progressiste-conservateur de l'Ontario.
De 2018 à 2022, elle occupe plusieurs postes ministériels au sein du gouvernement de Doug Ford.

## Biographie
Elle est élue à l'Assemblée législative de l'Ontario le 30 mars 2006. Membre du Parti progressiste-conservateur de l'Ontario, MacLeod est députée de la circonscription de Nepean—Carleton ; elle succède à John Baird qui a fait le saut en politique fédérale lors de l'élection fédérale canadienne de 2006 et qui a été ministre au sein du gouvernement du premier ministre Stephen Harper.
Unilingue anglophone, Lisa MacLeod est porte-parole des progressistes-conservateurs en matière d’Affaires francophones de septembre 2013 jusqu'aux élections de 2014.
MacLeod a étudié la science politique à l'Université Saint-Francis-Xavier.